# 10646 Machielalberts
10646 Machielalberts (2077 P-L) là một tiểu hành tinh vành đai chính.